# Gonia ussuriensis
Gonia ussuriensis là một loài ruồi trong họ Tachinidae.